# Bill Williams (rivière)
Pour les articles homonymes, voir Bill Williams.
La rivière Bill Williams est une rivière américaine d'une longueur de 75 km qui coule dans l'État de l'Arizona. Elle est un affluent du fleuve Colorado. 
Elle tient son nom de Old Bill Williams (en).

## Source de la traduction
- (en) Cet article est partiellement ou en totalité issu de l’article de Wikipédia en anglais intitulé « Bill Williams River » (voir la liste des auteurs).